# کینلوا میسا (کالیفرنیا)
کینلوا میسا (به انگلیسی: Kinneloa Mesa) یک منطقهٔ مسکونی در ایالات متحده آمریکا است که در شهرستان لس‌آنجلس، کالیفرنیا واقع شده‌است.